# パトリシオ・フリアン・ロドリゲス
パトリシオ・フリアン・ロドリゲス（Patricio Julián Rodríguez、1990年5月4日 - ）は、アルゼンチン・ブエノスアイレス州キルメス出身のサッカー選手。ニューカッスル・ユナイテッド・ジェッツFC所属。ポジションはミッドフィールダー。

## 経歴

### クラブ
アルゼンチンのCAインデペンディエンテの下部組織でキャリアをスタートさせ、2006年にトップチームに昇格。2008年2月10日、CAラヌース戦でプリメーラ・ディビシオンデビューを果たした。2009年8月30日、CAトゥクマン戦で初ゴールとなる2ゴールを決めた。

## タイトル

### クラブ
CAインデペンディエンテ
- コパ・スダメリカーナ：1回 (2010)

サントスFC
- レコパ・スダメリカーナ：1回 (2012)
- カンピオナート・パウリスタ：1回 (2016)

ジョホール・ダルル・タクジムFC
- マレーシア・スーパーリーグ：1回 (2015)